# EDreams
eDreams è un'agenzia di viaggi online con sedi principali a Milano e Barcellona. Offre voli, hotel, pacchetti vacanze, assicurazioni di viaggio e noleggi auto attraverso i suoi siti presenti in 33 Paesi .
L'azienda utilizza sistemi di prenotazione come Amadeus, Galileo, Sabre e Worldspan attraverso i quali compara, filtra e vende i suoi prodotti.
Le cariche più alte sono rappresentate da Dana Dunne (Chief Executive Officer), David Elizaga (Chief Financial Officer) , Gerrit Goedkoop (Chief Operating Officer)  e Carsten Bernhard (Chief Technology Officer) .

## Storia dell'azienda
eDreams è stata fondata nel marzo 1999 nella Silicon Valley da Javier Pérez Tenessa e James Hare, con il supporto di gruppi finanziari europei e americani, tra cui DCM–Doll Capital Management, Apax Partners, Atlas Venture e 3i Group. Nel 2000 eDreams stabilisce la sua sede principale a Barcellona (Spagna) e ne apre una a Milano, entrando contemporaneamente sul mercato spagnolo ed italiano.
Nell'ottobre del 2006, la società americana di Private Equity TA Associates acquisisce eDreams con un'operazione di Leveraged Buy Out (LBO) del valore di 153 milioni di euro. Si tratta della prima e, fino a quel momento, più costosa operazione di LBO per una società che opera online, e la prima nella storia di Internet nel Sud Europa..
Nel luglio del 2010, il fondo Permira ha investito in eDreams, divenendo l'azionista di maggioranza della società 
, e nel giugno 2011 si raggiunge la fusione tra eDreams e Go Voyages. Con l'acquisto di Opodo e Travellink si forma ODIGEO , il più grande gruppo di agenzie di viaggio in Europa e il quinto nel mondo.
Nel 2013, nasce anche in Italia eDreams corporate by travellink..
Nell'aprile 2014, eDreams ODIGEO si quota alla Borsa di Madrid.

## Dati economici e diffusione
Nel 2011 il gruppo ODIGEO ha raggiunto un fatturato di 3,9 miliardi di euro e 14 milioni di clienti.
Nel 2012 l'azienda si espande in 10 nuovi paesi : Egitto, Hong Kong, Indonesia, Marocco, Nuova Zelanda, Singapore, Sudafrica e Thailandia.
Alla fine dell'anno fiscale chiusosi il 31 marzo 2014 il gruppo contava 1.700 dipendenti di 60 nazionalità diverse.
Dal 2016 risulta presente in  33 Paesi: Spagna, Italia, Francia, Portogallo, Germania, Regno Unito, Australia, Brasile, Canada, Cile, India, Perù, Svizzera, Stati Uniti, Messico, Venezuela, Argentina, Colombia, Turchia, Egitto, Emirati Arabi Uniti, Filippine, Hong Kong, Indonesia, Marocco, Nuova Zelanda, Singapore, Sudafrica, Grecia, Paesi Bassi, Thailandia, Russia, Giappone e su il mercato globale di lingua inglese.
Alla chiusura dell'anno fiscale 2016, il gruppo ha raggiunto un fatturato di 4.6 miliardi di Euro e oltre 17 milioni di clienti.